# Ixeris musashensis
Ixeris musashensis là một loài thực vật có hoa trong họ Cúc. Loài này được Makino & Hisauti ex Makino & Hisauti mô tả khoa học đầu tiên năm 1935.